# خوسيه مينديز (فيزيائي)
خوسيه مينديز هو فيزيائي برتغالي، ولد في 22 يونيو 1962 في بورتو في البرتغال.